# Mbaïki
Mbaïki  este un oraș  în partea de sud a Republicii Centrafricane. Este reședința prefecturii  Lobaye.